# Коропозуб диявольський
Коропозуб диявольський (Cyprinodon diabolis) — рідкісний вид риб родини Коропозубих (Cyprinodontidae), ряду Коропозубоподібних (Cyprinodontiformes). Мешкає лише в маленькому печерному озері Девіл-Хоул, що в Долині Смерті (Каліфорнія, США). Розміри озера становлять 5 х 3,5 х 3 м. Воно лежить на глибині 15 м. Температура води піднімається від 32 до 38°С. Рибу вперше виявили в 1830 році, науково описали в 1930 році. Риба з періоду пліоцена, живе ізольовано від 30 000 до 50 000 років.
Довжина тіла становить 2—3,4 см, зовнішньо нагадує інших риб своєї родини. Не має черевних плавників, голова відносно велика. Самці переважно темніші, ніж самиці. Живляться діатомовими водоростями. Чисельність популяції має сезонні коливання і залежить від наявності достатньої кількості корму. Влітку, коли водоростей достатньо, популяція нараховує від 500 до 700 особин, а взимку, через зменшення асортименту харчування, популяція скорочується до 200 особин. Нерест триває цілий рік.
Перебуває під загрозою вимирання через господарську діяльність людини та зміну клімату Землі.